# Temporada 1987-1988 del FC Barcelona (femení)

## Desenvolupament de la temporada
Les jugadores queden terceres classificades en la primera fase de la Lliga Catalana i quartes en la segona fase. A la Copa Generalitat queden eliminades a setzens de final.

## Jugadores i cos tècnic

### Plantilla 1987-88
La plantilla i el cos tècnic del primer equip per a l'actual temporada (manca informació) són els següents:
| N. | Pos. | Nac. | Jugador        |
| -- | ---- | --- | -------------- |
| —  | DEF  | [[Fitxer:Flag of Catalonia.svg\|23x15px\|border \|alt=Catalunya\|link=Selecció de futbol de Catalunya\|{{#if:\|]] | Adelina Pastor |

| N. | Pos. | Nac. | Jugador |
| -- | ---- | ---- | ------- |

### Cos tècnic 1987-88
- Entrenador:  Ramon Carrión

## Partits
Victòria       Empat       Derrota

### Lliga catalana

#### Primera fase
| 20 Setembre 1987 | CF Sant Adrià | 1–4 | Club Femení Barcelona |  |  |
| Jornada 1        |               |     |                       |  |  |

| (26?) Setembre 1987 | Club Femení Barcelona | 3–2 | Centre d'Esports Sabadell Futbol Club (femení) |  |  |
| Jornada 2           |                       |     |                                                |  |  |

|           | PB Vilanova del Camí | v | Club Femení Barcelona |  |  |
| Jornada 3 |                      |   |                       |  |  |

| (18?) Octubre 1987 | Berga | 0–5     | Club Femení Barcelona |  |  |
| Jornada 5          |       | Informe |                       |  |  |

| 25 Octubre 1987 | Gràcia Cal Majó | 0–5 | Club Femení Barcelona |  |  |
| 14:00 Jornada 6 |                 |     |                       |  |  |

| 31 Octubre 1987 | Club Femení Barcelona | v       | FF Torroella |  |  |
| 19:00 Jornada 7 |                       | Informe |              |  |  |

| 14 Novembre 1987 | Club Femení Barcelona | 4–1 | CF Sant Adrià |  |  |
| 19:00 Jornada 8  |                       |     |               |  |  |

| 21 Novembre 1987 | Centre d'Esports Sabadell Futbol Club (femení) | 1–0 | Club Femení Barcelona | Sabadell             |  |
| 16:30 Jornada 9  |                                                |     |                       | Marinales Arrahona · |  |

| 28 Novembre 1987 | Club Femení Barcelona | 8–1 | PB Vilanova del Camí |  |  |
| 19:00 Jornada 10 |                       |     |                      |  |  |

| (5?) Desembre 1987 | Penya Barcelonista Barcilona | 0–0     | Club Femení Barcelona |  |  |
| Jornada 11         |                              | Informe |                       |  |  |

| 11 Octubre 1987 / 8 December 1987 Ajornat degut a que una jugadora de PB Barcilona fou seleccionada per Espanya | Club Femení Barcelona | 1–2 | Penya Barcelonista Barcilona |  |  |
| Jornada 4 |                       |     |                              |  |  |

| 12 Desembre 1987 | Club Femení Barcelona | 11–0 | Berga |  |  |
| 19:00 Jornada 12 |                       |      |       |  |  |

| 20 Desembre 1987 | Club Femení Barcelona | 1–1 | Gracia Cal Majó |  |  |
| 10:30 Jornada 13 |                       |     |                 |  |  |

| Gener 1988 | FF Torroella | 2–4     | Club Femení Barcelona |  |  |
| Jornada 14 |              | Informe |                       |  |  |

#### Segona fase
| Gener 1988 | FF Athenas | 1–4     | Club Femení Barcelona |  |  |
| Jornada 1  |            | Informe |                       |  |  |

| Gener 1988 | Club Femení Barcelona | 9–1 | Sant Roc Badalona |  |  |
| Jornada 2  |                       |     |                   |  |  |

| Gener 1988 | Reial Club Deportiu Espanyol (femení) | 1–0 | Club Femení Barcelona |  |  |
| Jornada 3  | Laura Marsá (20')                     |     |                       |  |  |

| Gener / Febrer 1988 | FF Vallès Occidental | 1–0 | Club Femení Barcelona |  |  |
| Jornada 4           |                      |     |                       |  |  |

| 13 Febrer 1988  | Club Femení Barcelona | 5–1 | FF Athenas | Barcelona     |  |
| 19:00 Jornada 5 |                       |     |            | Mini Estadi · |  |

| 21 Febrer 1988  | Sant Roc Badalona | 1–4 | Club Femení Barcelona | Sant Roc                   |  |
| 17:00 Jornada 6 |                   |     |                       | Camp Municipal San Roque · |  |

| 27 Febrer 1988  | Club Femení Barcelona | 3–0 | Reial Club Deportiu Espanyol (femení) |  |  |
| 19:00 Jornada 7 |                       |     |                                       |  |  |

| 13 Març 1988    | Club Femení Barcelona | 1–2 | FF Vallès Occidental | Barcelona     |  |
| 12:00 Jornada 8 |                       |     |                      | Mini Estadi · |  |

### Copa Generalitat
| (9?) Abril 1988 | FF Vallès Occidental | 3–1     | Club Femení Barcelona |  |  |
| 1/16 Anada      |                      | Informe |                       |  |  |

| 17 Abril 1988      | Club Femení Barcelona | 1–3 | FF Vallès Occidental | Barcelona     |  |
| 11:30 1/16 Tornada |                       |     |                      | Mini Estadi · |  |

### Amistosos
| 7 Febrer 1988 | Selecció de Catalunya | 5–1 | Club Femení Barcelona | Barcelona     |  |
| 10:30         |                       |     |                       | Mini Estadi · |  |

| Juny 1988 | Centre d'Esports Sabadell Futbol Club (femení) | v       | Club Femení Barcelona | Sabadell                            |  |
|           |                                                | Informe |                       | Camp Municipal Arrahona-Merinales · |  |

| Agost 1988                                             | Teià Vera Light | 2–2     | Club Femení Barcelona | Teià, Maresme |  |
| 4t Torneig Internacional de Futbol Femení Vila de Teià |                 | Informe |                       |               |  |

| Agost 1988                                             | Sampedrotarra | 5–5     | Club Femení Barcelona | Teià, Maresme |  |
| 4t Torneig Internacional de Futbol Femení Vila de Teià |               | Informe |                       |               |  |